# 蕭啟慶
蕭啟慶（1937年5月16日—2012年11月11日），江蘇泰興人，台灣著名歷史學家，中央研究院院士、國立清華大學講座教授。其專長為遼、金，元史、蒙古史、中國近世社會史、中國軍事制度史。

## 生平
蕭啟慶1963年畢業於國立臺灣大學歷史學系，獲學士、碩士，師從姚從吾。1963年取得碩士學位後，赴美就讀哈佛大學東亞系，跟隨柯立夫（英語：Francis W.Cleaves）與楊聯陞研究元史。1969年獲博士學位，博士論文為《元代軍事制度》（英語：The Military Establishment of the Yuan Dynasty）。畢業後任教於明尼蘇達州立聖雲大學（英語：St. Cloud State University）五年，期間曾回國客座於母校臺大歷史系。1974年，轉至新加坡國立大學歷史系任教。長達二十年的星洲任教歲月，縱使環境不允許歷史系教授近代史以外之課程，並面臨獨學無友之下，他仍堅持遼金元史之研究。
1994年9月，蕭啟慶應國立清華大學之邀返臺任教，始開設「遼金史專題研究」、「元史專題研究」、「漢學述評」等課程，並致力於發展遼金元史為清華歷史所之特色。1999年，獲得中央研究院頒發「八十八年度國家研究菁英演講會主講人」的殊榮，由總統李登輝先生於6月4日親自頒發獎座。由於數十年來在蒙元史研究的貢獻，他在2000年獲選為中央研究院院士。2001年，獲清華大學聘為梅貽琦講座。2002年，蕭啟慶自清華退休，並持續執教、著述不輟。自獲聘梅貽琦講座以來，講座酬金分文未取，全數捐出轉作「蕭啟慶教授梅貽琦講座獎助學金」，獎勵課業及研究表現優異之清華歷史一般史組同學，鼓勵繼續從事中國一般史，尤其遼金元史之研究。十餘年來，嘉惠學子無數。
2012年11月11日，蕭啟慶逝世於台北，享年七十五歲。11月30日，總統馬英九明令褒揚之。

## 著作目錄
學位論文
1. 〈忽必烈潛邸舊侶考〉（國立臺灣大學歷史系學士論文，1959）
2. 〈西域人與元初政治〉（國立臺灣大學歷史所碩士論文，1963）
3. "The Military Establishment of the Yuan Dynasty" (PhD diss., Harvard University, 1969).

專書
1. 《西域人與元初政治》（國立臺灣大學文史叢刊19；臺北：國立臺灣大學文學院，1966.6）。
2. 《元代史新探》（臺北市：新文豐出版公司，1983.6）。
3. 《蒙元史新硏》（臺北市：允晨文化事業公司，1994.9）。
4. 《元朝史新論》（臺北市：允晨文化事業公司，1999.5）。
5. 《內北國而外中國：蒙元史硏究》（北京：中華書局，2007.10）。
6. 《元代的族群文化與科舉》（臺北市：聯經出版事業公司，2008.1）。
7. 《元代進士輯考》（臺北市：中央研究院歷史語言研究所，2012.3）
8. 《九州四海風雅同 : 元代多族士人圈的形成與發展》（臺北：聯經出版事業公司，2012.6）

主編與聯合編著專書
1. In the service of the Khan: eminent personalities of the early Mongol-Yüan period (1200-1300). Wiesbaden: Harrassowitz Verlag, 1993.12. ed. Igor de Rachewiltz, Hok-lam Chan, Hsiao Ch'i-ch'ing and Peter W. Geier.
2. 蕭啓慶主編，《蒙元的歷史與文化：蒙元史學術硏討會論文集》（臺北：臺灣學生書局，2001.2）。
3. 蕭啟慶導讀，《世界征服者實錄《蒙古秘史》》（臺北：大塊文化出版公司，2010.5）

論文
1. 〈蘇天爵和他的元朝名臣事略〉，《大陸雜誌》22.5 (1961.3)：11-14。後收入氏著，《元代史新探》。
2. 〈忽必烈時代「潛邸舊侶」考〉上中下，《大陸雜誌》25.1 (1962.7)：16-22；《大陸雜誌》25.2 (1962.7)：25-28；《大陸雜誌》25.3 (1962.8)：22-27。後改題〈忽必烈「潛邸舊侶」考〉，收入氏著，《元代史新探》與《內北國而外中國》。
3. 〈元代的鎮戌制度〉，《中華文化復興月刊》4.4 (1971.4)：20-28。收入國立臺灣大學歷史學系遼金元史研究室編，《姚師從吾先生紀念論文集》（臺北：國立臺灣大學歷史學系遼金元史研究室，1971），頁145-164。後收入氏著，《元代史新探》與《內北國而外中國》。
4. 〈北亞遊牧民族南侵各種原因的檢討〉，《食貨月刊》1.12 (1972.3)：609-619。後收入氏著，《元代史新探》。
5. 〈元代的宿衛制度〉，《國立政治大學邊政研究所年報》4 (1973.7)：43-95。後收入氏著，《元代史新探》與《內北國而外中國》。
6. 〈元代的儒戶——儒士地位演進史上的一章〉，《東方文化》16.1/2 (1978)：151-178。後收入氏著，《元代史新探》與《內北國而外中國》。
7. 〈元麗關係中的王室婚姻與強權政治〉，《東方文化》20.1 (1982)：10-26。收入中華民國韓國研究學會編，《中韓關係史國際研討會論文集：960-1949》（臺北：中華民國韓國研究學會，1983），頁103-125。後收入氏著，《元代史新探》與《內北國而外中國》。
8. 〈姚從吾教授對遼金元史研究的貢獻〉，《史原》12 (1982.11)：229-239。後收入氏著，《元代史新探》。
9. 〈元代四大蒙古家族〉，《國立臺灣大學歷史學系學報》9 (1982.12)：153-205。後收入氏著，《元代史新探》與《內北國而外中國》。
10. 〈元統元年進士錄校注〉上下，《食貨月刊》13.1/2 (1983.5)：72-90；《食貨月刊》13.3/4 (1983.7)：147-162。〈前言〉後收入氏著，《元代史新探》，校注本收入氏著，《元代進士輯考》。
11. 〈說「大朝」：元朝建號前蒙古的漢文國號——兼論蒙元國號的演變〉，《漢學研究》3.1 (1985.6)：23-40。後收入氏著，《蒙元史新研》與《內北國而外中國》。
12. 〈元代蒙古人的漢學〉，收入林恩顯主編，《國際中國邊疆學術會議論文集》（臺北：國立政治大學，1985），頁369-426。後併〈元代蒙古人漢學再探〉（1988，見下），同題收入氏著，《蒙元史新研》與《內北國而外中國》。
13. 〈大蒙古國的國子學——兼論蒙漢菁英涵化的濫觴與儒道勢力的消長〉，收入《勞貞一先生八秩榮慶論文集》（臺北：臺灣商務印書館，1986），頁61-86。後收入氏著，《蒙元史新研》與《內北國而外中國》。
14. 〈元代科舉與菁英流動：以元統元年進士為中心〉，《漢學研究》5.1 (1987.6)：129-160。後收入氏著，《元朝史新論》與《內北國而外中國》。
15. 〈元至正十一年進士題名記校補——元朝科舉史料校注之二〉，《食貨月刊》16.7/8 (1987.7)：325-340。後收入氏著，《元代進士輯考》。
16. 〈元代蒙古人漢學再探〉，收入楊聯陞等主編，《國史釋論：陶希聖先生九秩榮慶祝壽論文集》（臺北：食貨出版社，1988），下冊，頁549-565。後併〈元代蒙古人的漢學〉（1985，見上），題作〈元代蒙古人的漢學〉，收入氏著，《蒙元史新研》與《內北國而外中國》。
17. 〈蒙古帝國的崛興與分裂〉，《歷史月刊》34 (1990.11)：14-39。後收入氏著，《蒙元史新研》與《內北國而外中國》。
18. 〈蒙元水軍之興起與蒙宋戰爭〉，《漢學研究》8.2 (1990.12)：177-200。另收入劉道平編，《釣魚城與南宋後期歷史》（重慶：重慶出版社，1991），頁204-231。後收入氏著，《蒙元史新研》與《內北國而外中國》。
19. 〈大蒙古國時代衍聖公復爵考實〉，《大陸雜誌》85.6 (1992.12)：28-32。後收入氏著，《蒙元史新研》與《內北國而外中國》。
20. 〈論元代蒙古人之漢化〉，《國立臺灣大學歷史學系學報》17 (1992.12)：243-271。後收入氏著，《蒙元史新研》與《內北國而外中國》。
21. 〈元代幾個漢軍世家的仕宦與婚姻——元代統治菁英研究之二〉，收入中央研究院歷史語言研究所主編，《中國近世社會文化史論文集》（臺北：中央研究院歷史語言研究所，1992），頁213-277。後收入氏著，《蒙元史新研》與《內北國而外中國》。
22. 〈近四十年來大陸元史研究的回顧〉，收入國立臺灣大學歷史學系編，《民國以來國史研究的回顧與展望研討會論文集》（臺北：國立臺灣大學出版組，1992），頁269-311。後收入氏著，《蒙元史新研》。
23. 〈漢人世家與邊族政權——以遼朝燕京五大家族為中心〉， Proceedings of the National Science Council. Part C, Humanities and Social Sciences, 3.1 (1993.1): 36-58. 轉載於《宋史研究集》第27輯（臺北：國立編譯館，1996），頁481-541。後收入氏著，《元代的族群文化與科舉》。
24. 〈元朝的統一與統合：以漢地江南為中心〉，《中國歷史上分與合學術研討會論文集》（臺北：聯經文化出版公司，1994），頁191-212。後收入氏著，《元朝史新論》與《內北國而外中國》。
25. “Mid-Yüan Politics” in Herbert Franke and Denis Twitchett(eds), The Cambridge History of China, vol.6: Alien Regimes and Border States(Cambridge: Cambridge University Press,1994.11), pp.496–505.中譯題為〈元中期政治〉，收於傅海波（Herbert Franke）、崔瑞德（Denis Twitchett）編，史衛民等中譯，《劍橋中國遼西夏金元史：907-1368年》，（北京：中國社會科學出版社，1998.8），第6章，頁563-641。1994.11
26. 〈中華福地，古月還家：蒙元興亡與讖緯〉，《歷史月刊》92 (1995.9)：54-60。後收入氏著，《元朝史新論》。
27. 〈內北國而外中國：元朝的族群政策與族群關係〉，《歷史月刊》94 (1995.11)：51-58。後收入歷史月刊社編，《族群融合三千年》（臺北：歷史智庫出版公司，1996），頁121-136。後收入氏著，《元朝史新論》與《內北國而外中國》。
28. 〈元色目文人金哈剌及其《南遊寓興詩集》〉，《漢學研究》13.2 (1995.12)：1-14。後收入氏著，《元朝史新論》與《內北國而外中國》。
29. 〈元朝的通事與譯史——多元民族國家中的溝通人物〉，收入《慶祝札奇斯欽教授八十壽辰學術論文集》（臺北：聯合報文化基金會國學文獻館，1995），頁199-267。後收入氏著，《元朝史新論》與《內北國而外中國》。
30. 〈近四十年臺灣元史研究的回顧〉，收入新加坡國立大學中文系編，《漢學研究之回顧與前瞻會議論文集》（北京：中華書局，1995），頁96-104。後轉載於《蒙古學信息》1996.2：19-25。後收入氏著，《蒙元史新研》。
31. 〈宋元之際的遺民與貳臣〉，《歷史月刊》99 (1996.4)：56-64。後轉載於紐約《世界日報》，1996.07.08。後收入氏著，《元朝史新論》與《內北國而外中國》。
32. 〈陳垣傳〉，收入國史館編，《國史擬傳》第6輯（臺北：國史館，1996），頁121-136。
33. 〈蒙元統治對中國歷史發展影響的省思〉，收入蒙藏委員會、國立臺灣師範大學歷史系合編，《第二屆中國邊疆史研討會論文集》（臺北：蒙藏委員會，1996），頁1-16。後收入氏著，《元朝史新論》。
34. 〈元朝多族士人圈的形成初探〉，收入第二屆宋史學術研討會秘書處編，《第二屆宋史學術研討會論文集》（臺北：中國文化大學史學研究所，1996），頁165-190。後收入氏著，《元朝史新論》與《內北國而外中國》。
35. 〈元代各族士人間的文化互動：書緣〉，《勞貞一先生九秩慶論文集》（臺北：蘭臺出版社，1997），頁1-29。後收入氏著，《九州四海風雅同》，第四章第四節。
36. 〈元明之際的蒙古色目遺民〉，收入田餘慶主編，《慶祝鄧廣銘教授九十華誕論文集》（石家莊：河北教育出版社，1997），頁103-121。後收入氏著，《元朝史新論》與《內北國而外中國》。
37. 〈元朝多族士人的雅集〉，《香港中文大學中國文化研究所學報》新6 (1997)：179-204。後收入氏著，《九州四海風雅同》，第四章第二節。
38. 〈蒙元時代高昌偰氏的仕宦與漢化〉，收入中央研究院歷史語言研究所出版品編輯委員會主編，《中國近世家族與社會學術討論會論文集》（臺北：中央研究院歷史語言研究所，1998），頁263-299。後收入氏著，《元朝史新論》與《內北國而外中國》。
39. 〈五年來海峽兩岸元史研究的回顧〉，收入國史館編，《中華民國史專題第四屆討論會論文集：民國以來的史料與史學》（臺北：國史館，1998），頁755-784。後收入氏著，《元朝史新論》。
40. 〈凱撒的還給凱撒：從傳記論中外成吉思汗的研究〉，收入蒙藏委員會、中國邊政協會編，《成吉思汗學術討論會論文集》（臺北：蒙藏委員會，1998），頁1-24。後收入氏著，《元朝史新論》。
41. 〈元朝科舉與江南士大夫之延續〉，《元史論叢》7 (1999)：1-19。轉載於 《中央研究院國家研究菁英演講會八十八年度得獎人學術演講會專輯》（臺北：中央研究院，1999），頁167-192。後收入氏著，《元代的族群文化與科舉》。
42. 〈元代多族士人圈的形成〉（演講稿），《中央研究院學術諮訊總會通訊》8.2 (1999.10)：66-73。
43. 〈蒙元支配對中國歷史文化的影響〉，韓國《國際中國學研究》第2輯（1999.12）：387-410。後收入氏著，《內北國而外中國》。
44. 〈元延祐二年與五年進士輯錄〉，《臺大歷史學報》24 (1999.12)：375-426。後收入氏著，《元代進士輯考》。
45. 〈元代蒙古色目進士背景的分析〉，《漢學研究》18.1 (2000.6)：101-128。後收入氏著，《元代的族群文化與科舉》。
46. 〈元至順元年進士輯錄〉，《國立臺灣大學文史哲學報》52 (2000.6)：175-177+179-204。後收入氏著，《元代進士輯考》。
47. 〈陳垣傳〉，《國史館館刊》29 (2000.12)：159-173。
48. 〈元朝的區域軍事分權與政軍合一〉，收入《中華民國史專題第五屆討論會：國史上的中央與地方》（臺北：國史館，2000.12），頁745-771。後收入氏著，《元代的族群文化與科舉》。
49. 〈元至治元年進士輯錄〉，《宋旭軒教授八十榮壽論文集》（臺北：宋旭軒論文集編委會，2000），頁755-782。後收入氏著，《元代進士輯考》。
50. 〈元代蒙古色目士人層的形成與發展〉，北京大學傳統文化研究中心編《文化的餽贈-漢學研究國際會議論文集，史學卷》（北京：北京大學出版社，2000），頁169-183。後收入氏著，《九州四海風雅同》，第二章。
51. 〈元朝泰定元年與四年進士輯錄〉，《蒙古史研究》6 (2000)：58-82。後收入氏著，《元代進士輯考》。
52. 〈元至正前期進士輯錄〉，《燕京學報》新10 (2001.5)：173-209。後收入氏著，《元代進士輯考》。
53. 〈蒙元統治與中國文化發展〉，收入國立故宮博物院編《大汗的世紀：蒙元時代的多元文化與藝術》（臺北：國立故宮博物院，2001），頁186-201。後收入氏著，《元代的族群文化與科舉》。
54. 〈元朝南人進士分佈與近世區域人才昇沈〉，收入蕭啓慶主編，《蒙元的歷史與文化：蒙元史學術硏討會論文集》（臺北：臺灣學生書局，2001），下冊，頁571-615。後收入氏著，《元代的族群文化與科舉》。
55. 〈元季色目士人的社會網絡：以偰百遼遜青年時代為中心〉，《中央研究院歷史語言研究所集刊》74.1 (2003.3)：65-96。後收入氏著，《元代的族群文化與科舉》。
56. 〈元至正中後期進士輯錄〉，《燕京學報》新15 (2003.11)：109-139。後收入氏著，《元代進士輯考》。
57. 〈元明之際士人的多元政治抉擇——以各族進士為中心〉，《臺大歷史學報》32 (2003.12)：77-138。後收入氏著，《元代的族群文化與科舉》。
58. 〈元代多族士人社會網絡中的師生關係〉，《歷史研究》2005.1 (2005.2)：119-141+191-192。後收入氏著，《九州四海風雅同》，第三章第三節。
59. 〈九州之外有斯人：元代多族士人的群體意識〉，《清華學報》35.1 (2005.6)：1-35。後收入氏著，《九州四海風雅同》，第五章。
60. 〈推陳出新的史學家陳垣〉，《新史學》16.3 (2005.9)：101-136。後收入氏著，《元代的族群文化與科舉》。
61. 〈元朝科次不詳進士輯錄〉，《簡牘學報》19 (2006)：283-368。後收入氏著，《元代進士輯考》。
62. 〈中國近世前期南北發展的歧異與統合──以南宋金元時期的經濟社會文化為中心〉，《臺灣師大歷史學報》36 (2006.12)：1-29。另收入清華大學歷史系、三聯書店編輯部合編，《清華歷史講堂初編》（北京：生活‧讀書‧新知三聯書店，2007），頁198-222。後收入氏著，《元代的族群文化與科舉》。
63. 〈論元代蒙古色目人的漢化與士人化〉，收入汪榮祖、林冠群主編，《胡人漢化與漢人胡化》（嘉義縣：國立中正大學臺灣人文研究中心，2006.12），頁175-218。後收入氏著，《元代的族群文化與科舉》。
64. 〈元代多族士人的詩文唱酬〉，《燕京學報》新27 (2009.12)：125-156。後收入氏著，《九州四海風雅同》，第四章第一節。
65. 〈元代科舉特色新論〉，《中央研究院歷史語言研究所集刊》81:1 (2010.3)：1-36。後節寫收入氏著，《元代進士輯考》，導論。
66. 〈元代多族士人的書畫題跋〉，《文史》95.2 (2011.05)：209-247。後收入氏著，《九州四海風雅同》，第四章第三節。

書評．書序
1. The Problem of Outer Mongolia's Relinquishment of Autonomy. by Li Yü-shu. The Journal of Asian Studies, 27.2 (1968.2): 396-397.
2. 〈王德毅等編《元人傳記資料索引》的評介——兼談其它幾種元人傳記資料索引〉，《中國書目季刊》15.1 (1981.6)：143-147。後收入氏著，《元代史新探》。
3. 〈愛爾森新著《蒙古帝國》一書簡評〉，《蒙古學資料與情報》1990.2：56-57。
4. 〈宋元戰史研究的新豐收——評介海峽兩岸的三部新著〉，《中國史學》1 (1991)：63-75。後收入氏著，《蒙元史新研》。
5. 劉學銚《五胡史論》序，收入劉學銚《五胡史論》（臺北：南天書局，2002），頁1-3。
6. 洪金富《元朝臺憲文書》序，收入洪金富《元朝臺憲文書匯編》（臺北：中央研究院歷史語言研究所，2003），頁1-4。
7. 湯開建《黨項西夏史探微》序，原載《暨南史學》3 (2004)：674-676，收入湯開建《黨項西夏史探微》（臺北：允晨文化事業公司，2005.6）。

其他
1. 〈詞聖李煜後主〉，《中興評論》3.10(1956.10)：33-34。
2. 〈浪漫詩人李白〉，《中興評論》4.1(1957.1)：19-21。
3. 蕭啟慶譯，〈近代中國傳記寫作的發展〉，《文星》11.3(1963.1)：46-51。
4. 蕭啟慶譯，〈傳記與無意識問題〉，《傳記文學》3.5(1963.11)：4-6+23。
5. 蕭啟慶譯，〈蕭伯納畫像〉，《傳記文學》10.6(1967.6)：86-87。
6. 〈千山獨行：我的習史歷程〉，國科會《人文與社會科學簡訊》3.3(2000.10)：4-15。後收入氏著，《內北國而外中國》。